# Leopold Skulski
Leopold Skulski (1878 - possivelmente 1940) químico e político, foi primeiro-ministro da Polônia entre dezembro de 1919 e junho de 1920.

## Biografia
Estudou até 1906 na Politécnica de Karlsruhe e após concluído o curso, estabeleceu-se na cidade de Lodz, onde foi prefeito entre 1917 e 1919. Tornou-se membro do parlamento (Sejm) após as eleições de 1919. No fim do mesmo ano, tornou-se primeiro-ministro. Renunciou após o fracasso da Ofensiva de Kiev na Guerra Polaco-Soviética, e o consequente avanço das tropas bolcheviques.
Skulski foi posteriormente ministro de assuntos internos durante o governo de Wincenty Witos (1920-1921).
Foi preso durante a invasão da Polônia por tropas da União Soviética no início da Segunda Guerra Mundial e morreu na prisão da NKVD em Brest possivelmente no ano seguinte.